# HD355163
HD355163 — хімічно пекулярна зоря спектрального класу B9, що має видиму зоряну величину в смузі V приблизно  9,2.
Вона  розташована на відстані близько 1160,7 світлових років від Сонця.

## Пекулярний хімічний склад
Зоряна атмосфера HD355163 має підвищений вміст 
Si
.